# Marcus Ward Lyon
Pour les articles homonymes, voir Lyon (homonymie).
Marcus Ward Lyon Jr. est un  zoologiste et un biologiste américain, né le 5 février 1875 à Rock Island Arsenal (Illinois) et mort le 19 mai 1942 à South Bend (Indiana).

## Biographie
Il fait ses études à l'université Brown puis à l'université George Washington où il obtient son titre de docteur en médecine en 1902 puis son Ph. D. en 1913.
Il entre en 1898 au National Museum of Natural History de Washington où il effectuera toute sa carrière. Il est d’abord assistant-conservateur au département des mammifères et enseigne à l’université de la ville. Il se marie le 31 décembre 1902 avec Martha Maria Brewer, union dont naîtra une fille.
De 1903 à 1917, il enseigne notamment la bactériologie, la pathologie, la médecine vétérinaire et la parasitologie dans diverses universités. Durant la Première Guerre mondiale, il sert dans l’hôpital Walter Reed. En 1919, il s’installe à South Bend où il travaille avec sa femme, également biologiste. Seul ou avec elle, il publie de nombreux livres et articles sur la zoologie, la médecine et la botanique, principalement de l’Indiana.
Il est membre de diverses sociétés savantes comme l’Association américaine pour l'avancement de la science, la Washington Academy of Science, l’Ecological Society of America, l’American Society of Mammalogists (dont il assure la présidence de 1931 à 1933), l’American Ornithologists' Union, etc. Il travaille notamment sur les mammifères de l'Indiana.